# Cebu (eiland)

De locatie van Cebu in de Filipijnen

Cebu is met 4422 km² het op acht na grootste eiland van de Filipijnen en onderdeel van de Visayas-eilandengroep. Cebu City is de grootste stad van het eiland en tevens de hoofdstad van de provincie Cebu. De provincie omvat naast het eiland Cebu 167 kleinere naburige eilanden.

## Geografie

### Bestuurlijke indeling
Het eiland Cebu is het grootste eiland van de provincie Cebu. Op het eiland liggen 9 steden en 36 gemeenten.

#### Steden
- Bogo
- Carcar
- Cebu City
- Danao
- Mandaue
- Naga
- Talisay
- Toledo

#### Gemeenten
| - Alcantara - Alcoy - Alegria - Aloguinsan - Argao - Asturias - Badian - Balamban - Barili - Boljoon - Borbon - Carmen | - Catmon - Compostela - Consolacion - Daanbantayan - Dalaguete - Dumanjug - Ginatilan - Liloan - Malabuyoc - Medellin - Minglanilla - Moalboal | - Oslob - Pinamungahan - Ronda - Samboan - San Fernando - San Remigio - Santander - Sibonga - Sogod - Tabogon - Tabuelan - Tuburan |

### Topografie en landschap

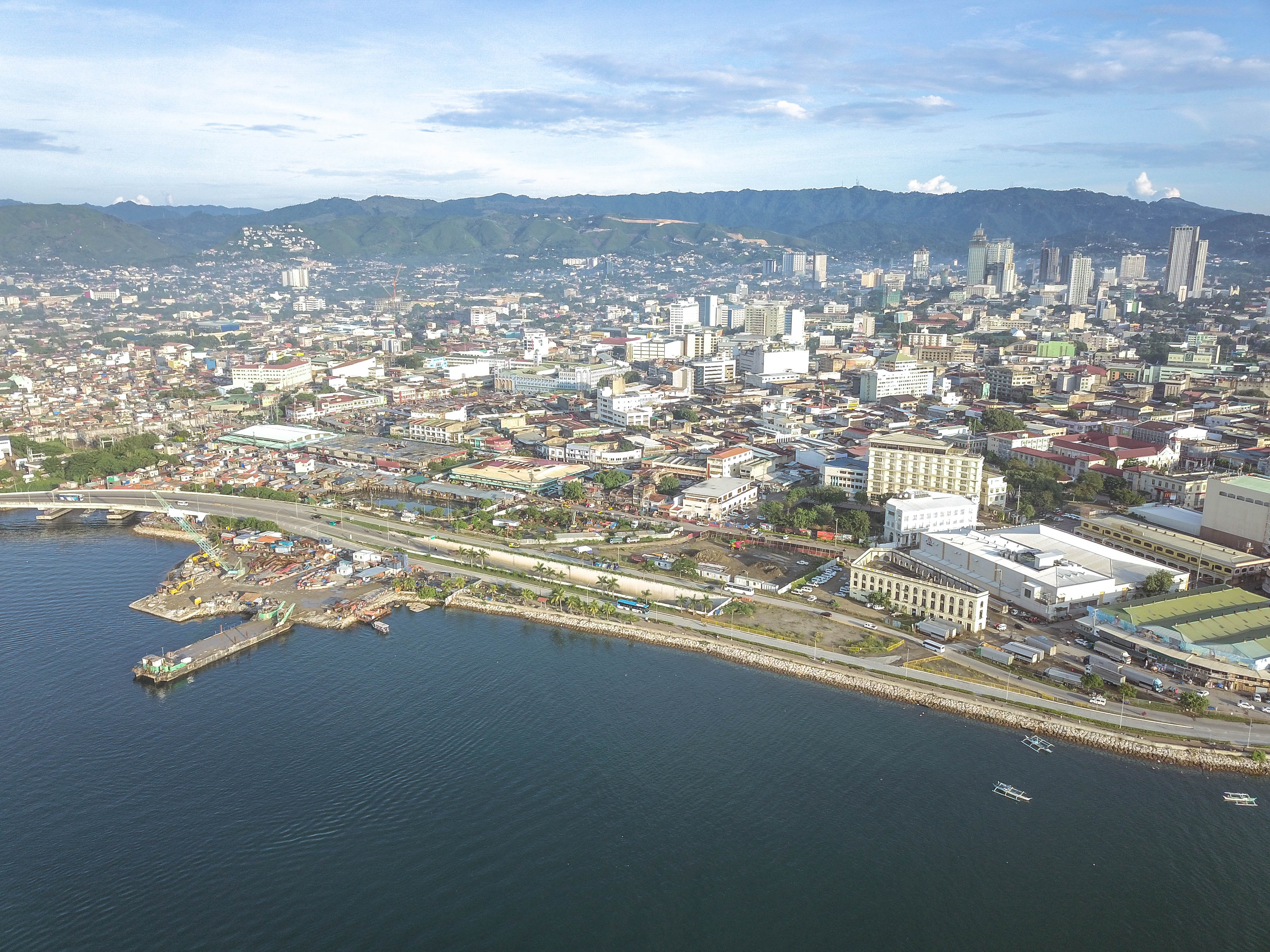
Cebu City

Het eiland Cebu ligt in de eilandengroep Visayas centraal in de Filipijnse archipel tussen 9°25' en 11°15' noorderbreedte en tussen 124°5' en 123°13' oosterlengte. De afstand van Manilla tot Cebu City, midden op het eiland, is hemelsbreed ongeveer 570 km. Cebu heeft de vorm van een sigaar en strekt zich over een lengte van 225 kilometer uit van het noordoosten naar het zuidwesten. De maximale breedte van het eiland is zo'n 35 kilometer. Ten westen van Cebu ligt het eiland Negros, ten oosten ligt het eiland Leyte en ten zuidoosten ligt Bohol. Om Cebu heen liggen 167 kleinere eilandjes. Enkele van deze eilanden zijn Mactan en Olango in het oosten, de Camotes-eilanden in het noordoosten en Bantayan in het noorden.
Cebu staat bekend om de smalle kuststroken en een heuvelachtig tot bergachtig binnenland. De heuvels en bergen lopen van noord tot zuid over het midden van het eiland. De hoogste toppen zijn meer dan 1000 meter hoog. De gemeenten Bogo, San Remigio, Medellin en Daanbantayan in het noordelijkste puntje zijn voornamelijk vlak.

## Mensen en cultuur

### Taal
De bewoners van het eiland spreken Cebuano. Daarnaast spreken veel mensen net als in de overige delen van het land ook Engels.

## Bezienswaardigheden
- De Kawasan-watervallen, in de bossen bij Badian;
- Basilica minore del Santo Niño, Cebu City;
- Magellan's Cross, Cebu City.

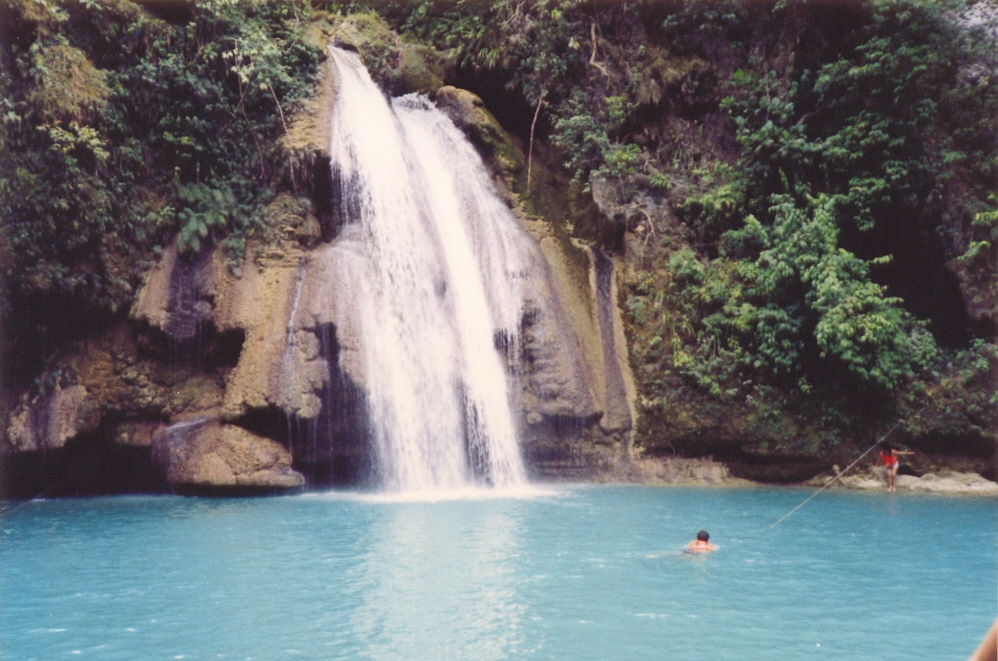
Kawasan Falls
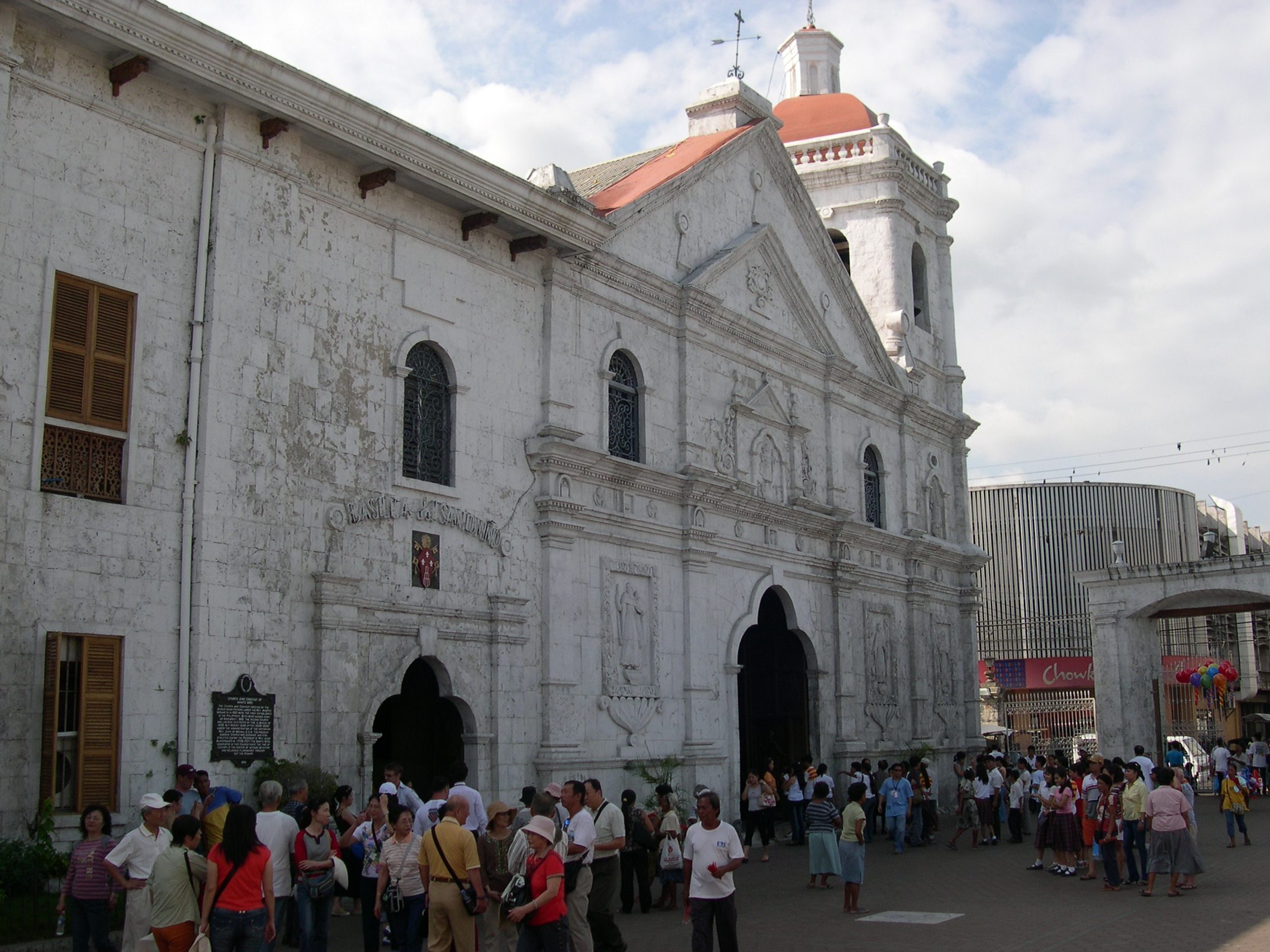
Basilica del Santo Nino
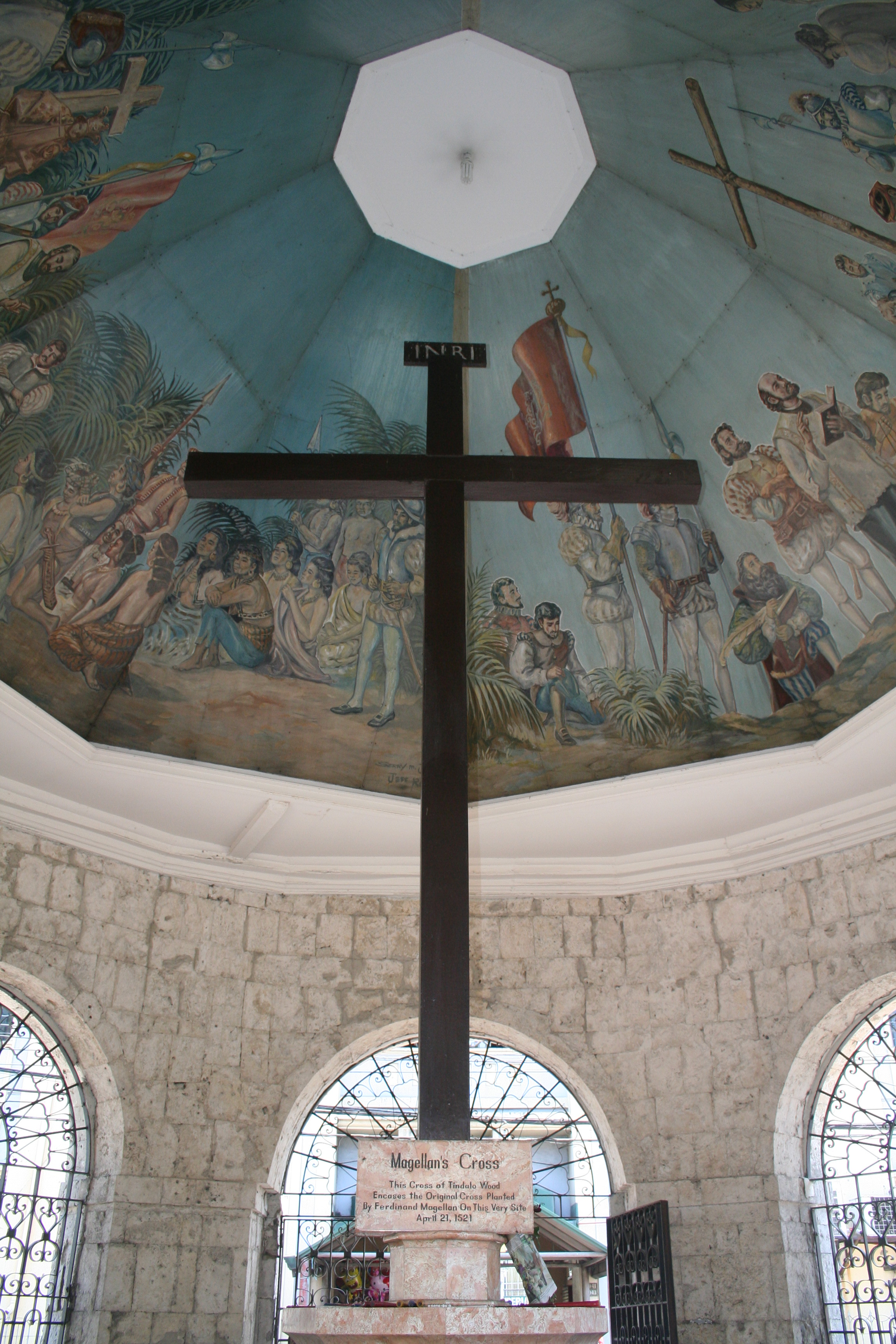
Magellan's Cross